# リサンドラ・ゲラ・ロドリゲス
リサンドラ・ゲラ・ロドリゲス（Lisandra Guerra Rodriguez、1987年10月31日- ）はキューバの女子自転車競技（トラックレース）選手。

## 来歴
2005年
- ジュニア世界選手権自転車競技大会
- 500mタイムトライアル 優勝
  - 個人スプリント 優勝

2006年
- 世界選手権・500mTT 3位
- UCIトラックワールドカップ2006-2007
  - モスクワ 500mTT 優勝

2007年
- UCIトラックワールドカップ2006-2007
  - ロサンゼルス 500mTT 優勝
- 世界選手権・500mTT 2位
- パンアメリカン自転車選手権
  - 500mTT 優勝
  - 個人スプリント 優勝
- UCIトラックワールドカップ2007-2008
  - 北京 500mTT 優勝

2008年
- UCIトラックワールドカップ2007-2008
  - ロサンゼルス 500mTT 優勝
- 世界選手権・500mTTでは、34.02秒のタイムをマークして優勝した。

2009年
- UCIトラックワールドカップ2008-2009
  - コペンハーゲン 500mTT 優勝

2011年
- パンアメリカン競技大会・スプリント 優勝

2012年
- UCIトラックワールドカップ2011-2012
  - 北京 500mTT 優勝
- ロンドン五輪・スプリント 6位